# Thryptomene urceolaris
Thryptomene urceolaris är en myrtenväxtart som beskrevs av Ferdinand von Mueller. Thryptomene urceolaris ingår i släktet Thryptomene och familjen myrtenväxter. Inga underarter finns listade i Catalogue of Life.